# Lagynochthonius paucedentatus
Espèce
Synonymes
- Tyrannochthonius paucedentatus Beier, 1955

Lagynochthonius paucedentatus est une espèce de pseudoscorpions de la famille des Chthoniidae.

## Distribution
Cette espèce est endémique du Pahang en Malaisie.

## Description
La femelle holotype mesure 2 mm.

## Publication originale
- Beier, 1955 : A second collection of Pseudoscorpionidea from Malaya. Bulletin of the Raffles Museum Singapore, no 25, p. 38-46 (texte intégral).